# Balanophora papuana
Balanophora papuana là một loài thực vật có hoa trong họ Balanophoraceae. Loài này được Schltr. mô tả khoa học đầu tiên năm 1913.